# Varissuo
Varissuo est un quartier de Turku en Finlande.

## Description
Varissuo est à 7 kilomètres à l'Est du centre-ville bordure de la ville voisine de Kaarina. 
En 2016, Varissuo compte 8868 habitants, dont 32 % sont des immigrants. 
Par sa population, c'est le deuxième quartier de Turku après Runosmäki.

## Galerie

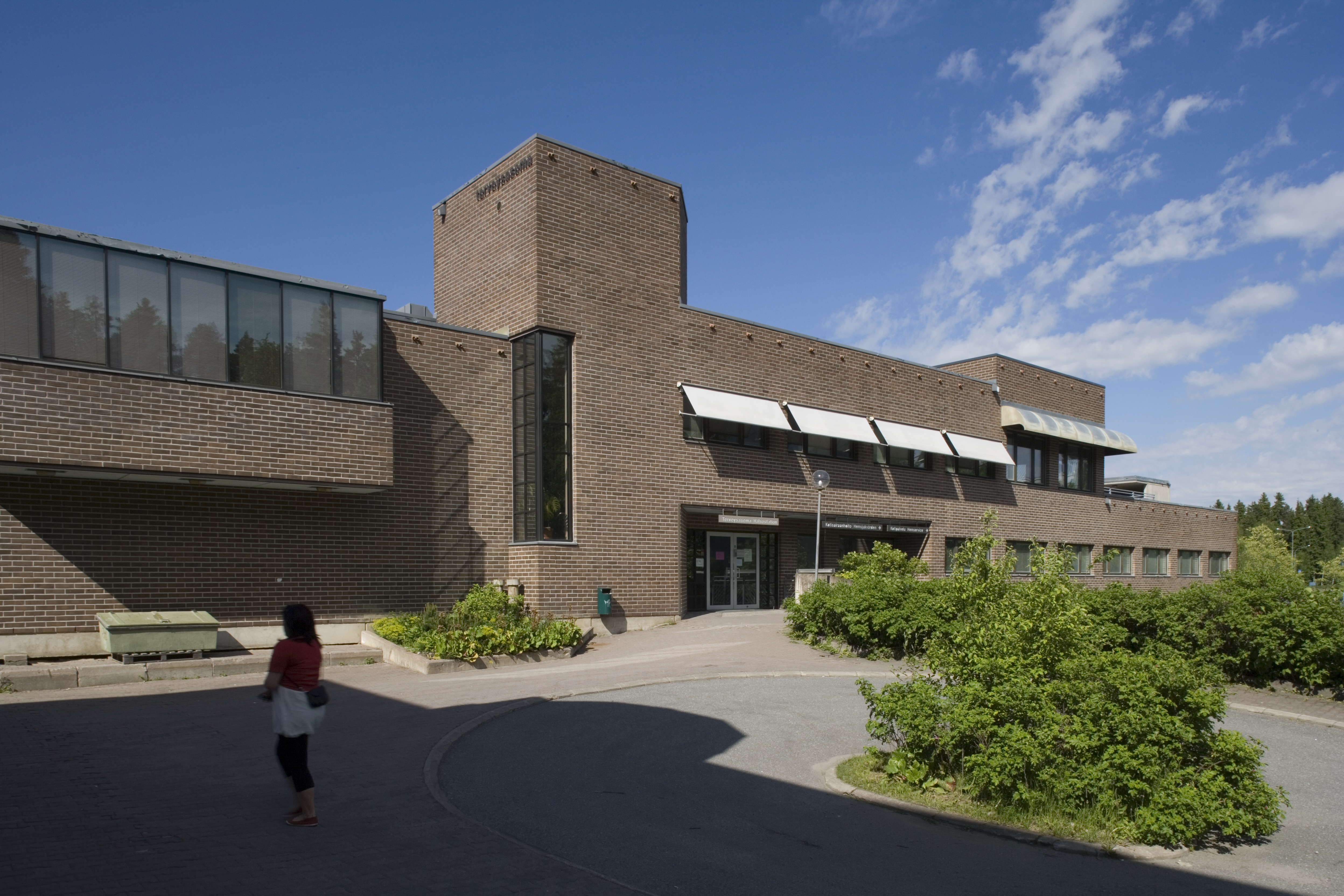
Centre de santé.
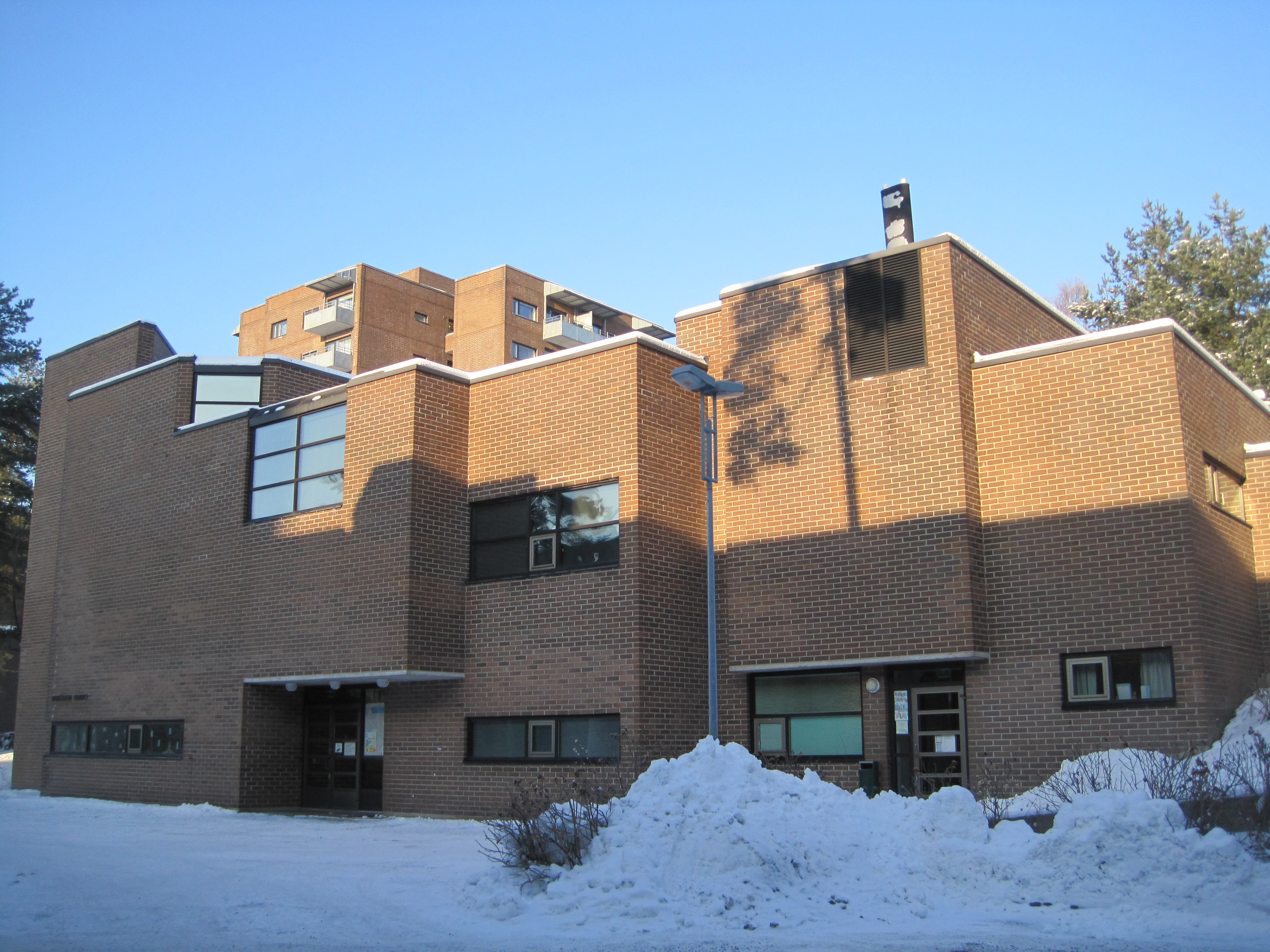
Église de Varissuo
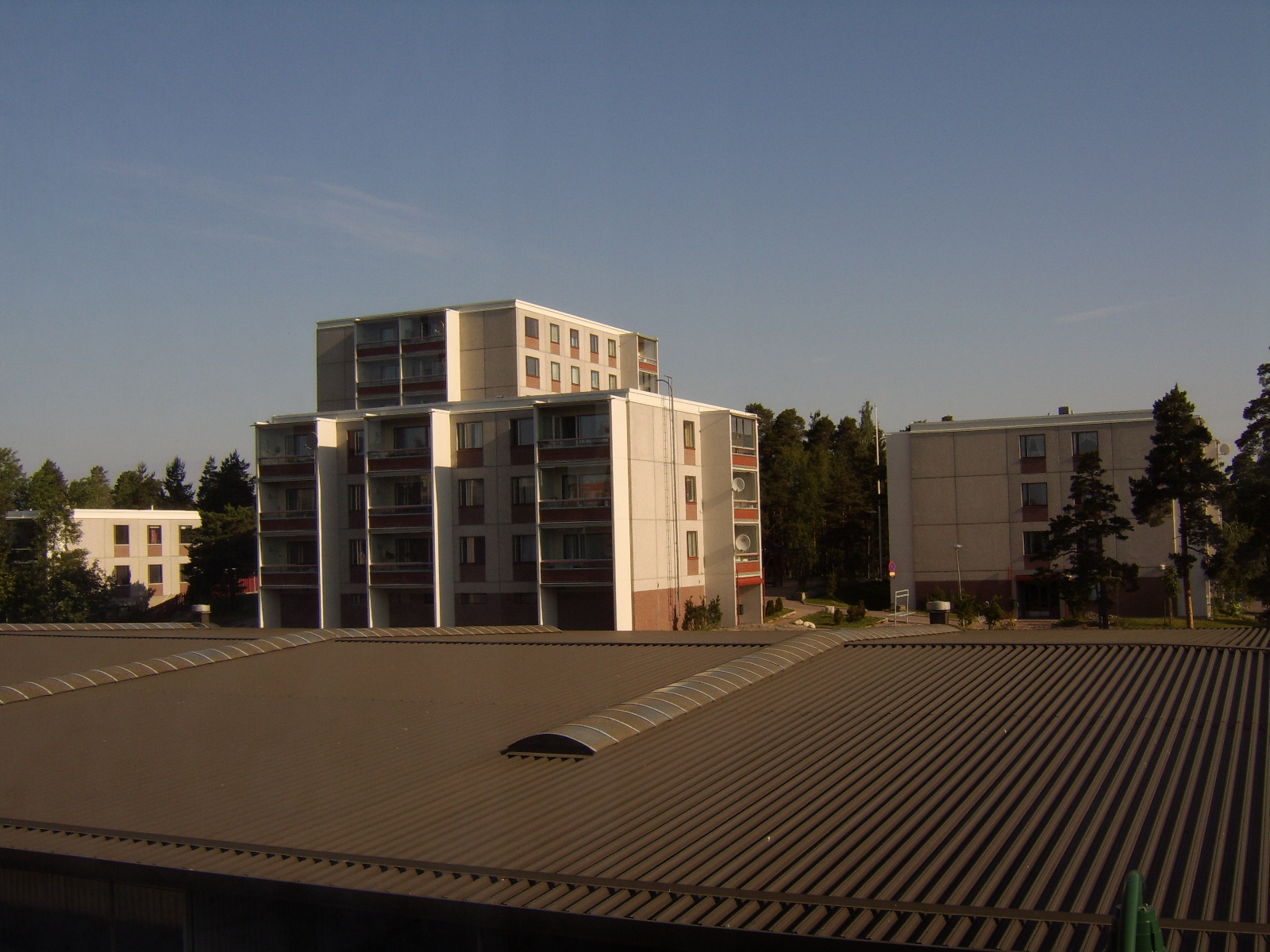
Immeubles d'habitation.